# Одеський екзархат УГКЦ
Одеський екзархат — екзархат Української греко-католицької церкви з осідком в Одесі. Утворений 13 лютого 2014 року шляхом виокремлення їх з Одесько-Кримського екзархату. З 13 лютого 2014 екзархом є Михайло (Бубній).

## Історія
Влітку 1914 р. в Одесі «група австрійських підданих» (вочевидь, вихідців з територій сучасної України, які на той час входили до складу Австро-Угорської імперії) отримала відмову на прохання щодо відкриття греко-католицького храму, оскільки «уніатська релігія» в Російській імперії не була визнана. Ця ініціатива могла стати першою спробою заснування української греко-католицької парафії на початку ХХ ст. не лише у згаданому місті, а й на півдні сучасної України загалом.

## Опис
Екзархат охоплює Одеську, Миколаївську, Херсонську і Кіровоградську області.
Хіротонія новопризначеного екзарха Одеського та Адміністратора кримського відбулася 7 квітня 2014 року в Патріаршому соборі Воскресіння Христового в Києві, а інтронізація - 12 квітня того ж року в Одесі, у храмі святого апостола Андрія Первозванного.

## Адміністративний поділ
До складу Екзархату входять 5 деканатів: Одеський, Миколаївський, Херсонський, Кропивницький, Скадовський.